# Sturminfanteriegeschütz 33B
Sturminfanteriegeschütz 33B – niemieckie działo pancerne oparte na podwoziu działa StuG III.

## Historia
Po ataku na ZSRR okazało się, że niemiecka piechota nie dysponuje środkiem ogniowym pozwalającym na skuteczne zwalczanie ufortyfikowanych stanowisk ogniowych. Ogień działa 7,5 cm StuK 37 w które uzbrojone było podstawowe niemieckie działo szturmowe StuG III był często nieskuteczny wobec stanowisk ogniowych znajdujących się wewnątrz betonowych fortyfikacji.
Tego rodzaju cele mogły być skutecznie zwalczane przez działa kalibru 150 mm, ale obsługi dział piechoty 15 cm sIG 33 ponosiły duże straty podczas wykonywania tego rodzaju zadań, a wersja samobieżna tego działa (Sturmpanzer I) miała słabe opancerzenie co sprawiało, że była stosunkowo łatwym celem dla obsług broni przeciwpancernej.
W 1942 roku zapadła decyzja o opracowaniu nowego działa pancernego uzbrojonego w działo 150 mm. Miało ono wykorzystywać podwozie czołgu PzKpfw IV, ale nowe działo (Sturmpanzer IV Brummbär) miało być dostępne dopiero w 1943. Postanowiono więc zbudować samobieżne działo na podwoziu innego pojazdu. Uzbrojeniem Sturminfantieregeschütza 33, bo tak nazwano pojazd, miało być ciężkie działo piechoty 15 cm sIG 33 L/11 kalibru 150 mm. Wcześniejsze próby montażu tego działa na gąsienicowych podwoziach, szczególnie czołgów Panzerkampfwagen I i Panzerkampfwagen II, były nieudane. 22 września 1942 roku na konferencji u Hitlera wydano dyrektywę nakazującą montaż takiego działa w wieży czołgu Panzerkampfwagen III lub Panzerkampfwagen IV. Gdyby okazało się to niemożliwe, zamierzano podjąć próbę instalacji działa na Sturmgeschützu. Umieszczenie działa sIG 33 na podwoziu StuG III wymagało podwyższenia kadłuba. Pojazd został dodatkowo opancerzony. Ochrona załogi była uważana za najwyższy priorytet. Zmiany konstrukcyjne spowodowały wzrost masy pojazdu. Ponieważ układ napędowy pozostał bez zmian obniżeniu uległy parametry trakcyjne pojazdu, zwłaszcza prędkość i zasięg, ale uznano, że w pojeździe traktowanym od początku jako rozwiązanie tymczasowe obniżenie parametrów jest dopuszczalne.
Dyrektywa zakładała budowę sześciu, a następnie 12 takich pojazdów. Dostawy pojazdów żądano w bardzo krótkim terminie 14 dni. Pierwsze sześć pojazdów ukończono przed 7 października, a następne sześć przed 10 października. Kolejne 12 pojazdów wyprodukowano do końca miesiąca. 12 pojazdów wysłano do Stalingradu i przydzielono po sześć do 177 Batalionu Dział Szturmowych i 244 Batalionu Dział Szturmowych. Brały one udział w walkach w rejonie Stalingradu do 8 listopada 1942 roku. Drugie 12 pojazdów również zostało wysłane do Stalingradu i przydzielone do baterii dział szturmowych piechoty w XVII batalionie szkolnym będącym w składzie XVII Korpusu Armijnego. Miały one pomóc w przełamaniu radzieckiego okrążenia Stalingradu. Po 11 kwietnia jednostka ta, w której pozostało siedem Sturminfanteriegeschützów, została włączona w skład 201 Pułku Pancernego z 23 Dywizji Pancernej. Drugą wojnę światową przetrwał tylko jeden pojazd tego typu zdobyty przez Rosjan. Obecnie znajduje się on w muzeum czołgów w Kubince. 